# Filip Helander
Filip Viktor Helander (* 22. April 1993 in Malmö) ist ein schwedischer Fußballspieler. Der Abwehrspieler, der in seiner bisherigen Karriere in Schweden, Italien und Schottland aktiv war, gewann mit Malmö FF zwei Mal den schwedischen sowie mit den Glasgow Rangers einmal den schottischen Meistertitel. Auch auf internationaler Ebene holte der Innenverteidiger einen Titel, mit der schwedischen U-21-Auswahlmannschaft gewann er bei der U-21-Europameisterschaft 2015 den Europameistertitel. 2017 debütierte er in der A-Nationalmannschaft, mit der er im folgenden Jahr an der Weltmeisterschaftsendrunde 2018 teilnahm. Dabei stand er zu Beginn seiner Nationalmannschaftskarriere im Schatten des Stamm-Innenverteidigerduos Victor Lindelöf und Mannschaftskapitän Andreas Granqvist.

## Werdegang

### Karrierestart in Schweden mit zwei Meistertiteln

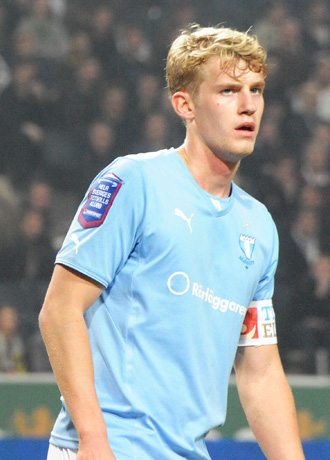
Helander als Mannschaftskapitän im Jersey von Malmö FF (April 2013)

Helander begann mit dem Fußballspielen bei Kvarnby IK. Über Husie IF kam er Anfang 2007 in den Nachwuchsbereich des Malmö FF. In der Spielzeit 2011 rückte er zeitweise in den Kader der Erstligamannschaft auf und debütierte kurz vor Saisonende im Oktober des Jahres in der Allsvenskan. Er hielt sich im Kader und stand auch in der folgenden Spielzeit in zwölf Ligapartien auf dem Spielfeld. Parallel wurde er für die diversen Nachwuchsnationalmannschaften des Svenska Fotbollförbundet nominiert.
In der Spielzeit 2013 eroberte sich Helander einen Stammplatz in der Defensive, fiel jedoch zeitweise verletzungsbedingt aus. Letztlich bestritt er 18 Saisonspiele und gewann an der Seite von Jiloan Hamad, Ricardinho, Erik Friberg, Magnus Eriksson und Markus Halsti mit fünf Punkten Vorsprung auf Vizemeister AIK die schwedische Meisterschaft. Im Sommer des folgenden Jahres war er eine der Stützen, als der Verein erstmals in der Vereinsgeschichte die Gruppenphase der UEFA Champions League erreichte. Im August erzielte er zudem beim 3:0-Erfolg über IFK Norrköping sein erstes Tor für den Klub in der Allsvenskan. Zwar beendete er mit dem Klub die Gruppenphase der Champions-League-Spielzeit 2014/15 als Tabellenletzter, verteidigte aber in der Spielzeit 2014 den schwedischen Meistertitel. Parallel hielt er sich in der schwedischen U-21-Auswahlmannschaft, mit der er sich für die Europameisterschaft 2015 qualifizierte. In der Folge nominierte Nationaltrainer Erik Hamrén ihm in November 2014
für die Länderspiele gegen Montenegro und Frankreich, letztlich kam er aber nicht zum Einsatz. Beim in Tschechien ausgetragenen Junioren-EM-Turnier war er wiederum Stammspieler in der Defensive und lief in allen fünf Turnierspielen auf. Mit einem 4:3-Erfolg im Elfmeterschießen gewann die schwedische Auswahl im Endspiel gegen Portugal den Titel. Nach Turnierende wählte ihn die UEFA in die Mannschaft des Turniers, in die neben ihm mit Victor Lindelöf und Oscar Lewicki zwei weitere Schweden aufgenommen wurden.

### Wechsel nach Italien und Nationalmannschaftsdebüt
Bereits während des Turniers verkündete Helander seinen Wechsel nach Italien, wo er sich Hellas Verona anschloss. In der Spielzeit 2015/16 war er nach seinem Debüt am fünften Spieltag bei der 0:1-Auswärtsniederlage bei Inter Mailand über weite Strecken Stammspieler bei seinem neuen Klub, der gegen den Abstieg in die Serie B spielte. Trotz eines Trainerwechsels von Andrea Mandorlini zu Luigi Delneri, in dessen Folge Helander vier Spiele ohne Einsatz geblieben war, stieg er am Saisonende als Tabellenletzter mit dem Klub aus der italienischen Eliteserie ab. Dennoch hatte Nationaltrainer Hamrén ihn im November 2015 abermals für die A-Nationalmannschaft nominiert, erneut blieb er ohne Spielminuten.
Im Sommer 2016 wechselte Helander innerhalb Italiens zum FC Bologna, der Erstligist lieh ihn bis zum Sommer 2017 aus und vereinbarte Medienberichten zufolge eine Kaufoption. Bei seinem neuen Klub traf er auf seinen Landsmann Emil Krafth. Ab Oktober war er Stammspieler, ehe ihn eine Verletzung bremste und auch erneut sein Nationalmannschaftsdebüt verhinderte. Nach seiner Wiedergenesung stand er ab Mitte Februar wieder in der Startformation seines Klubs, im März nominierte ihn Nationaltrainer Janne Andersson erneut für die anstehenden Länderspiele um die Qualifikation zur Weltmeisterschaft 2018 gegen Belarus bzw. ein Freundschaftsspiel gegen Portugal. Nachdem er im ersten Spiel noch ohne Einsatz geblieben war, stand der Debütant beim 3:2-Auswärtserfolg nach 0:2-Rückstand gegen die Südeuropäer in der Startformation und wurde erst wenige Minuten vor Abpfiff durch Oscar Hiljemark ersetzt.
Die vereinbarte Kaufoption wurde vor Leihende gezogen, sodass Helander im Sommer 2017 fest von Bologna verpflichtet wurde. Über weite Strecken war er Stammspieler seines Klubs, in 29 Meisterschaftsspielen trug er zum Klassenerhalt des Klubs aus der Emilia-Romagna bei. Damit hielt er sich im Kreis der Nationalmannschaft, kam aber nicht über den Status eines Ergänzungsspielers hinaus und lief nur vereinzelt für die schwedische Auswahl auf. Nachdem er im März 2018 sein viertes Länderspiel bestritten hatte, gehörte er im Sommer zum 23 Spieler umfassenden Aufgebot Schwedens für das anstehende WM-Turnier in Russland. Weder in den Vorbereitungsspielen direkt vor dem Turnier noch während der Gruppenphase kam er zum Einsatz, als Ersatz in der Innenverteidigung für den im ersten Vorrundenspiel gegen Südkorea unpässlichen Stammakteur Lindelöf setzte Nationaltrainer Andersson auf Helanders vormaligen Malmöer Mannschaftskameraden Pontus Jansson.

### Wechsel nach Schottland
Im Jahr 2019 wechselte Helander zu den Glasgow Rangers. Zunächst kam er unter Trainer Steven Gerrard nur unregelmäßig zum Einsatz, erst in der Spielzeit 2020/21 bestritt er mit 22 Saisoneinsätzen mehr als die Hälfte der Spiele. Damit trug er zum ersten Meisterschaftsgewinn des Klubs seit 2011 bei. Zudem erreichte er an der Seite von Glen Kamara, Allan McGregor, Borna Barišić, Scott Arfield und Mannschaftskapitän James Tavernier das Endspiel um den Scottish League Cup 2019/20, das gegen den Lokalrivalen Celtic Glasgow mit einer 0:1-Niederlage verloren ging.
Mit der schwedischen Auswahl erreichte Helander bei der anschließenden Europameisterschaftsendrunde 2021 das Achtelfinale, wo Schweden gegen die Ukraine ausschied.
Kurz nach Beginn der folgenden Saison zog sich Helander Mitte September beim 2:1-Auswärtserfolg beim FC St. Johnstone eine schwere Knieverletzung zu, nach der anschließenden Operation fiel er mehrere Monate aus. Am Spieltag zuvor war er beim 1:0-Heimerfolg gegen Celtic im Old Firm noch entscheidender Torschütze gewesen.

## Erfolge und Auszeichnungen
- Verein
  - Schwedischer Meister: 2013, 2014 (Malmö FF)
  - Schwedischer Supercup: 2013, 2014 (Malmö FF)
- Schottischer Meister: 2021 (Glasgow Rangers)

' Nationalmannschaft
- - U-21-Europameister: 2015
  - Mannschaft des U-21-Europameisterschaftsturniers: 2015